# Zbigniew Żelazowski
Zbigniew Żelazowski (ur. 1 stycznia 1945 w Łopusznie, zm. 5 kwietnia 1997) – polski arabista i dyplomata, chargé d’affaires w Libanie (1984–1987).

## Życiorys
Syn Stanisława Żelazowskiego (zm. 1963), wykwalifikowanego pracownika łączności Poczty Polskiej oraz Genowefy z domu Malik (zm. 1988). Ukończył szkołę podstawową oraz średnią w Przedborzu, gdzie miał lekcje łaciny, rosyjskiego i francuskiego. Samodzielnie uczył się także języka angielskiego. W późniejszym okresie opanował także podstawy hiszpańskiego. Należał do Związku Harcerstwa Polskiego, Związku Młodzieży Socjalistycznej oraz Zrzeszenia Studentów Polskich.
W 1963 rozpoczął studia orientalistyczne na Uniwersytecie Warszawskim. W 1965 wyjechał studiować na Uniwersytecie Bagdadzkim. W 1969 wrócił do Warszawy i rok później uzyskał pod kierunkiem Józefa Bielawskiego tytuł magistra arabistyki. W latach 1975–1976 uczęszczał na studia podyplomowe w Szkole Głównej Planowania i Statystyki w Warszawie. Odbył także miesięczny kurs dla kadry kierowniczej MSZ w Akademii Dyplomatycznej MSZ ZSRS.
W 1970 rozpoczął pracę w Ministerstwie Spraw Zagranicznych. Przebywał w ambasadach w Kairze (1970–1974) i Bagdadzie (1977–1981). Od 22 listopada 1984 do 16 września 1987 kierował ambasadą w Bejrucie jako chargé d’affaires. Później na tożsamym stanowisku na placówce w Tel-Awiwie. Pomiędzy pobytami za granicą pracował w centrali MSZ. Wchodził w skład Komitetu Zakładowego Polskiej Zjednoczonej Partii Robotniczej w MSZ (1982–1983). Był tłumaczem rządowym, m.in. podczas rozmów Wojciecha Jaruzelskiego z Mu’ammarem al-Kaddafim.
W 1983 otrzymał Srebrny Krzyż Zasługi.
W 1970 wziął ślub z Bożenną z domu Łyczek (ur. 1947), także arabistką. Mieli dwoje dzieci. Zbigniew Żelazowski był filatelistą.